# Елена Граматикова
Елена Граматикова е певица от Тракийската фолклорна област.

## Биография
Елена Граматикова е родена на 17 октомври 1939 г. в село Шарково, община Болярово. Любовта си към народната песен наследява от майка си. Завършва прогимназия в ПГ „Васил Левски" – Ямбол. Още като ученичка в 8 клас е приета с конкурс в току-що сформирания Тракийски ансамбъл в Ямбол, основател на който е изтъкнатият музикален деец Атанас Паленков през октомври 1954 г., а от 1956 г. гласът ѝ зазвучава по БНР. От 1958 г. започва за сътрудничи на Радио „Стара Загора“, а по-късно – и на Радио „Пловдив“.
През 1965 г. Тракийският ансамбъл е оглавен от композитора и диригента Стоян Гагов, който решително спомага за изграждането и усъвършенстването на Елена Граматикова като професионалист в изпълнението на тракийската народна песен. В Тракийския ансамбъл Елена Граматикова се оформя като основна солистка и тук стои неотлъчно в продължение на 36 години.
Както с Тракийския ансамбъл, така и самостоятелно по линията на Българската концертна дирекция тя участва в над 6 хиляди концерта в страната и чужбина. Нейният глас е завладявал аудиториите във Франция, Италия, Германия, Русия, Украйна, Молдова, Австрия, Полша, Чехия, Сирия, Узбекистан и други страни. В продължение на 15 години работи с един от най-известните тракийски оркестри – „Канарите“, период, в който пее по сватби. Близо две десетилетия от живота си посвещава на педагогическата работа. Преподава народно пеене и обучава деца в музикалните училища в Котел, Широка Лъка и Академията в Пловдив.
В репертоара си Елена Граматикова наброява над 700 народни песни (голяма част от които хайдушки), преобладаваща част от които е научила от майка си Станка Граматикова, от леля си Бояна и от други хора от Ямболския край. Известни песни от репертоара на Елена Граматикова са „Петко на Рада пръстен даде“, „Снощи си мамо, замръкнах“, „Влязла е Гинка“, „Триста са пушки пукнали“, „Кашлакьовските чорбаджии“, „В село хайдути слязоха“, „Снощи е Стоян замръкнал“, „Тръгнали са ми, тръгнали“, „Мама на Богдан думаше“, „Димитър дума Марийка“, „Снощи отидох надолу, Стойне ле“, „Яно, Янке, ваклушанке“, „Отгоре, мамо, слизаха“ и мн. др. Наред с песенното творчество Граматикова подготвя за печат сборник от гатанки, пословици, умотворения, детски залъгалки и др. През 2000 г. излиза книгата ѝ „Песните на един живот“ с над двеста нотирани народни песни.
Във фонотеките на Радио „София“ и на радиата „Стара Загора“, „Пловдив“ и „Варна“ има над 120 нейни записи. В БНТ и РТЦ има над 40 филма, „Балкантон“ също отразява развитието ѝ, като издава грамофонни плочи с нейни песни.
При повторното си гостуване във Франция през 1984 г. Радио „Солей“ в Париж прави записи на нейни изпълнения. С голям успех преминава гостуването ѝ в Ямболския драматичен театър в драмата ритуал „Тракийска легенда“ от Димитър Яръмов.
Умира през 2005 г.

## Мнения и оценки за нея
Композиторът и дирент Филип Кутев: „На пръсти се броят алтовите гласове в народното пеене, между които е и Елена Граматикова. Ямболският край роди един прекрасен сопран – Вълкана, и един кадифен контраалт – Елена.“
Проф. Кирил Стефанов: „Бих бил щастлив, ако в състава си имам такъв алтов глас като Елена.“
Композиорът и диригент Коста Колев: „Удоволствие е да се правят записи с професионалист като Елена Граматикова.“
Музикологът Розалия Бикс: „Изключителна певица с топъл и гальовен, плътен алт, който прониква направо в душата на слушателите.“
Докторът по изкуствознание и ст. н. с. д-р Михаил Букурещлиев: „Елена пълни сцената с глас и присъствие – достолепна, горда, спокойна и уверена.“
Народната певица Калинка Згурова: „За мен тя е една прекрасна тракийска певица с голям характерен репертоар.“
Народната певица Донка Бумбалова: „Тя е добра не само като солист, но е най-добра в хора и Гагов много я ценеше, нашият художествен ръководител.“

## Награди и отличия
През 1967 г. на събора-надпяване в Ямбол е наградена със златен медал.
През 1968 г. е наградена със златен медал за хайдушка песен на събора в „Агликина поляна“.
За значимостта ѝ можем да съдим и от присъдените ѝ 8 златни медала от национални подиуми, а през 1976 г. е наградена и с „Кирил и Методий“ – I степен. Носителка е и на юбилеен медал „100 години от освобождението на България от османска власт“. По случай 55–та си годишнина и 40 години творчески път Общинският съвет в Ямбол я удостоява и с почетния 4 Златен герб на града. На Третия преглед на държавните и професионални ансамбли за народни песни и танци през април 1985 г. в Кюстендил Елена Граматикова завоюва Голямата награда за индивидуално изпълнение. За изключителни си професионални и творчески изяви певицата е удостоена през 1986 г. от Държавната атестационна комисия с извънредна артистично–солистична категория.
Композиторът проф. д-р Николай Кауфман пише песни за Елена Граматикова с посвещение „За голямата тракийска певица“.
Композиторът и диригент Стоян Гагов я нарича „Орфей на Тракия“ и пише много песни за нея.
Елена Граматикова е включена и в енциклопедичните сборници „Кой кой е в България“ и „Кой кой е в българската култура“.
С указ № 104 от 17 януари 1990 г. Президентът на Република България присъжда специална пенсия за народната певица Елена Граматикова. Оттогава тя ръководи Школа за народно пене към Центъра за работа с деца в Ямбол и подготвя талантливи ученици по народно пеене за средните училища в Котел и Широка лъка, където те влизат с отличен успех.

## Памет
През 2019 г., по повод 80-годишнината на певицата, в Ямбол се провежда регионалният конкурс „С песните на Елена Граматикова“ и е открита паметна плоча. Паметната плоча е открита на площада, който носи името на певицата, и се намира в близост до мястото, където е живяла.

## Дискография

### Малки плочи
- 1975 – „Елена Граматикова“ (Балкантон – ВНК 3157)[3]

### Дългосвирещи плочи
- 1977 – „Елена Граматикова“/ „Кремена Станчева и Василка Андонова“ (Балкантон – ВНА 1858)[4]

### Компактдискове
- 2015 – „Глас от Тракия“ (Gega New – GD 378)